# 주머니털이끼과
주머니털이끼과(Neotrichocoleaceae)는 손꼴가시이끼목에 속하는 우산이끼류과의 하나이다. 2속 2종을 포함하고 있다.

## 하위 속
- Neotrichocolea - 유일종 N. bissetii
- Trichocoleopsis - 유일종 T. sacculata